# Palpitații
Palpitațiile sunt anomalii percepute ale bătăilor inimii, caracterizate prin conștientizarea contracțiilor mușchilor cardiaci în piept, care se caracterizează în continuare prin bătăi puternice, rapide și/sau neregulate ale inimii.
Simptomele includ o pulsație rapidă, o bătaie anormal de rapidă sau neregulată a inimii. Palpitațiile sunt un simptom senzorial și sunt adesea descrise ca o bătaie sărită, fluturare rapidă în piept, senzație de bătaie în piept sau gât sau o bătaie în piept.
Palpitațiile pot fi asociate cu anxietatea și nu indică neapărat o anomalie structurală sau funcțională a inimii, dar poate fi un simptom care decurge dintr-o bătaie obiectiv rapidă sau neregulată a inimii. Palpitația poate fi intermitentă și de frecvență și durată variabilă sau continuă. Simptomele asociate includ amețeli, dificultăți de respirație, transpirații, dureri de cap și dureri în piept.
Palpitațiile pot fi asociate cu boli coronariene, hipertiroidism, boli care afectează mușchiul cardiac, cum ar fi cardiomiopatia hipertrofică, boli care provoacă scăderea oxigenului din sânge, cum ar fi astmul și emfizemul; intervenție chirurgicală anterioară la piept; boală de rinichi; pierderi de sânge și durere; medicamente precum antidepresive, statine, alcool, nicotină, cofeină, cocaină și amfetamine; dezechilibre electrolitice de magneziu, potasiu (hiperpotasemia) și calciu; și deficiențe de nutrienți precum taurina, arginina, fierul, vitamina B12.